# Python軟體基金會
Python軟體基金會（英語：Python Software Foundation，簡稱PSF，在中国大陆地区注册软件商标时则冠以皮东软件基金会名义）是一個致力於Python程式語言的非營利組織，成立於2001年3月6日。基金會的宗旨在於“推廣、保護並提昇Python程式語言，同時支持並促進多元及國際性Python程式設計師社群的成長。”
2005年，Python軟體基金會以其「尖端」技術獲得「電腦世界視野獎」（Computerworld Horizon Award）。

## 工作
在它的宗旨下，基金會主要的工作有：
1. 開發Python的核心發行版本
2. 建立PSF的使用授權以確保大眾自由取得、使用、散播和修改PSF所持有的智慧財產
3. 跟開放原始碼促進會（Open Source Initiative）合作確保PSF的使用授權遵照開放原始碼定義（The Open Source Definition）
4. 維持Python 2.1及其後版本的智慧財產權
5. 尋求取得Python 2.1之前版本、PSF Python授權下的再次授權，以解除Python使用者的法律負擔
6. 保護Python的註冊名稱，以及其他所有PSF持有的智慧財產權相關的名稱、服務商標和商標
7. 徵求並管理對原碼庫（Codebase）的貢獻
8. 募款以支持Python程式和服務
9. 宣傳、推廣採納並促進Python相關科技和教育資源的發展。[4]

Python軟體基金會提供下列獎項：
1. PSF社群服務獎（PSF Community Service Awards），頒發給促進基金會宗旨任務的實現有極大貢獻的社群會員
2. PSF傑出服務獎（PSF Extinguished Service Awards），頒發給長期努力並顯著影響且塑造Python社群的會員
3. 富蘭克·威利森紀念獎（Frank Willison Memorial Award），由歐萊禮媒體每年在歐萊禮開放原始碼大會（O'Reilly Open Source Convention）中頒發。[5]

## 治理模式
Python軟體基金會由Guido van Rossum作为终身仁慈独裁者（BDFL）。2018年Rossum退休后，由5人组成指导委员会进行管理。

## 外部連結
- Python Software Foundation（页面存档备份，存于）